# أسعد الصفطاوي
أسعد هاشم علي الصفطاوي (1935-1993)، المكنى بأبو علاء ويُعرف أيضاً بـأبو علاء المعري، هو مناضل فلسطيني وأحد مؤسسي حركة فتح، قُتل برصاص ثلاثة ملثمين في قطاع غزة في 21 أكتوبر 1993.

## النشأة والتعليم
ولد أسعد في المجدل في 14 يونيو 1935. نزحت عائلته عام 1948 واستقرت في غزة بعد النكبة. التحق بكلية المعلمين بدار العلوم في القاهرة بين عامي 1954 و1957، ليتخصص في علوم الفيزياء.
وأثناء دراسته في القاهرة التقى بصلاح خلف. وأسس معه تنظيماً يُسمى "شباب الثأر" الذي تحول فيما بعد إلى المجموعة المؤسسة لحركة فتح التي ضمت صلاح خلف وفتحي بلعاوي وخليل الوزير وأبو يوسف النجار وكمال عدوان. وكان عضوا في جماعة الأخوان المسلمين وتركها فيما بعد وشارك في تأسيس حركة فتح مع صلاح خلف وياسر عرفات. وانظم أيضاً لرابطة الطلاب الفلسطينيين وشغل منصب أمين الصندوق وأمين السر. أبعد من مصر بسبب انتمائه لجماعة الإخوان المسلمين عام 1957. ووضعته الحكومة المصرية تحت الإقامة الجبرية في غزة حتى عام 1967.

## النشاطات
بعد رفع الإقامة الجبرية، عمل مدرسًا في قطاع غزة، ثم مدير مدرسة في مدارس الأونروا في مخيم الشاطئ عام 1970. اعتقلته إسرائيل عام 1973 بسبب عضويته في حركة فتح، ثم أطلقت سراحه بعد خمس سنوات. واعتقل عدة مرات دون توجيه تهم رسمية له خلال الانتفاضة الأولى في عام 1988. وشغل منصب مدير مدرسة تابعة للأونروا في مخيم البرج للاجئين.
ورأس حركة فتح في قطاع غزة. وكان مرشحاً لرئاسة الهلال الأحمر في غزة في ديسمبر 1979، وخسر الانتخابات أمام عبد الشافي. وطرح مقترح سلام من 11 نقطة قدمه في القاهرة عام 1989. وتمكن من زيارة المدينة عندما رفعت الحكومة الإسرائيلية قيود السفر المفروضة عليه.
قدم أبو علاء مشروعًا عبارة عن مقترحات للسلام ترتكز على خطوات متبادلة وجدول زمني بين الفلسطينيين والإسرائيليين أساسه انسحاب تدريجي لقوات الاحتلال من الضفة وغزّة والقدس والإعلان عن قيام الدولة الفلسطينية المستقلة في عام 1989م. وأيد الحل السلمي للصراع الإسرائيلي الفلسطيني واتفاقية أوسلو الموقعة في واشنطن العاصمة في 13 سبتمبر 1993.

## الاغتيال
تعرض لعدة محاولات اغتيال ونجا من محاولة اغتيال دون أن يصاب بأذى في يوليو/تموز 1992. ولكنه استشهد عندما كان عائداً بصحبة أبنائه من المدرسة في قطاع غزة عندما تلقى ثلاث رصاصات في 21 تشرين الأول/أكتوبر 1993. وتوفي متأثرا بجراحه في المستشفى. عن عمر 58 عاما. وقامت وقتها حركة فتح عزاء ألقى فيها الرئيس ياسر عرفات رثاءً، وقال:

## الحياة الشخصية
كانت عائلته تعيش في بيت لاهيا. وكان ابنه علاء عضواً سابقاً في حركة الجهاد الإسلامي الفلسطينية.